# Julia Pastrana
Julia Pastrana Santiago (Sinaloa, 1834 - Moscou, 25 de març de 1860) fou una dona famosa pel fet de ser pilosa i barbuda i exhibir-se com a tal a l'Europa de mitjan segle xix. Patia la síndrome d'hirsutisme amb fibromatosi gingival. La seva baixa estatura, propi de la seva ètnia, més una fesomia deformada i peluda va ser motiu per considerar-la la baula perduda de Charles Robert Darwin en l'evolució del simi a l'home actual.

## Biografia
Neix a la tribu d'indis de Sierra Madre a l'estat de Sinaloa, Mèxic. Es va criar a casa del Governador fins als 20 anys. Posteriorment un empresari americà del món de l'espectacle va ensenyar-li dansa i cant per exhibir-la. Va estrenar la seva funció en el teatre Gothic Hall de Nova York l'any 1854. La propaganda era similar a la utilitzada per anunciar l'espectacle del simi Mademoiselle Fanny. L'any 1855 va marxar cap Europa amb l'empresari Theodor Lent amb qui es casa l'any 1859. L'any 1860 a Moscou va ser mare amb l'ajut del fòrceps d'un nen de quatre quilograms, però va morir als dos dies i poc després la mare, el 25 de març. Els dos cossos van ser embalsamats. L'any 1870 el seu marit es casa amb Marie Bartel, trenta anys més jove i també peluda. Marie també entra en el món de l'espectacle amb el nom de Zenora Pastrana que junt, amb les dues figures embalsamades, fa un nou espectacle. Quan va morir Theodor Lent, Marie torna a Alemanya i es retira a Dresde. Cedeix a Julia Pastrana i el seu fill a l'empresari d'espectacles J.B. Gassner per exhibir a les fires. Va durar vint anys més per Europa fins que els nazis van requisar els cossos embalsamats a Oslo. L'any 1970 als EUA va haver-hi una protesta per la seva exhibició. L'any 1976 les mòmies són atacades i mutilades. L'any 1979 el cos és robat i posteriorment entregat a la policia, però sense identificació. Finalment l'any 1977 es torna al Departament d'Anatomia de la Universitat d'Oslo. L'any 2012 la Universitat es compromet a tornar el cos a Mèxic com un acte de dignitat i respecte als drets humans a l'ètnia Sinaloa. i és enterrada al seu poble natal el dia 13 de febrer de l'any 2013.